# Вулкан Атласова
Вулкан Атласова (Нилгуменкин) — потухший вулкан, расположенный на полуострове Камчатка, Россия.
Вулкан располагается на западном склоне Срединного хребта, к северо-северо-западу от вулкана Хувхойтун. Имеет вытянутую к северо-западу форму. Площадь около 36 км². Абсолютная высота — 1764 метра. Последнее извержение — 3500 лет до нашей эры, объём изверженного материала — 7 км³. Состав продуктов извержений представлен базальтами. По типу постройки — переходный. Возраст вулкана — современный.